# 江布尔 (北方邦)
江布尔（Jaunpur），是印度北方邦江布尔县的一个城镇。总人口159996（2001年）。
        
1394年–1479年建立乔恩普尔苏丹国（江普尔王国）。《明史》作沼纳朴（樸）儿，一作沼纳扑（撲）儿。其国在榜葛剌之西。即中印度，古称佛国。1412年（永乐十年）明成祖遣使奉敕抚谕沼纳朴儿，赐给国王亦不剌金绒锦、金织文绮、彩帛等物。1420年（永乐十八年），榜葛剌使者说沼纳朴儿国王多次举兵侵扰，明成祖诏命宦官侯显奉敕以睦邻保境之义抚谕，赐给他彩币；所过金刚宝座之地，也有赏赐。

## 人口
该地2001年总人口159996人，其中男性84179人，女性75817人；0—6岁人口22517人，其中男11772人，女10745人；识字率65.11%，其中男性为71.39%，女性为58.13%。

## 延伸阅读
[在维基数据编辑]
 《明史卷三百二十六》，出自《明史》